# Брюхоресничные черви
Брюхоресничные черви, или гастротрихи (лат. Gastrotricha), — тип первичноротых животных (Protostomia). Мелкие (0,1—1,5 мм) морские и пресноводные, преимущественно донные животные, большинство видов обитает в интерстициали. Около 350 морских и около 250 пресноводных видов.

## Строение

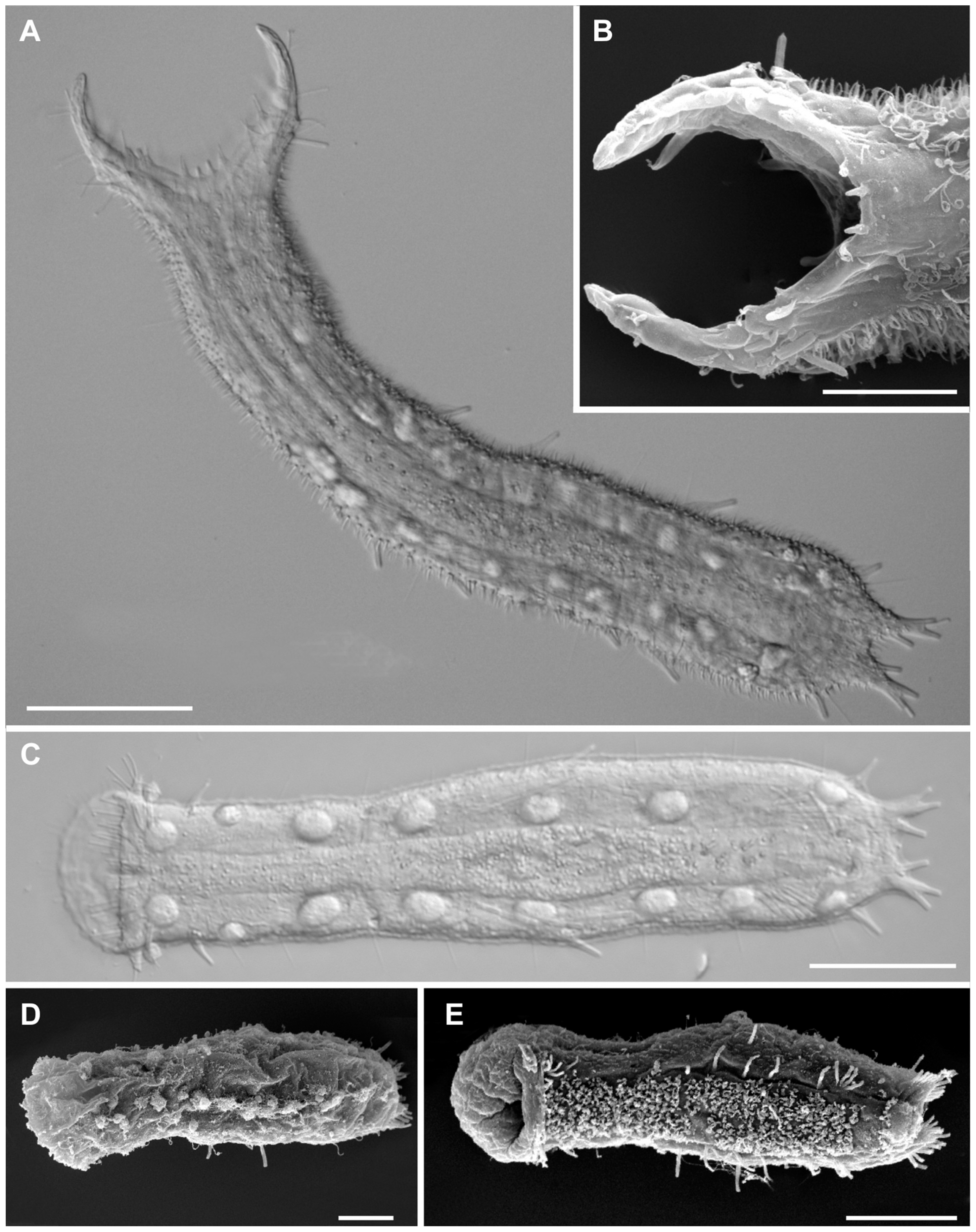
Микрофотографии брюхоресничных червей из родов Pseudostomella (A, B) и Ptychostomella (C, D, E)

У хетонотид тело короткое, с обособленным головным отделом и раздвоенной вилочкой на заднем конце. У макродазиид тело более вытянутое, у некоторых видов с тонким хвостовым придатком.

### Покровы
Тело одето нехитинизированной растяжимой кутикулой, тонкий слой кутикулы одевает и подвижные реснички. Под кутикулой находится однослойный покровный эпителий, который у макродазиид имеет клеточное строение, а у хетонотид частично синцитиальное. У макродазиид в составе эпидермиса есть железистые клетки, выделяющие слизь. Имеются также прикрепительные трубочки — у хетонотид они расположены на хвостовой вилке, а у макродазиид — на заднем конце и боковых сторонах тела. В состав трубочки входят две клетки — одна выделяет клей, а другая растворитель. Секрет этих клеток выделяется через отверстие кутикулярной трубочки. В состав органа может входит моноцилиарная чувствительная клетка.
У хетонотид и некоторых макродазиид кутикула на спинной стороне образует чешуйки, щетинки и другие выросты причудливой формы, строение которых играет важную роль в систематике. Подвижные реснички расположены на брюшной стороне тела одним полем или несколькими участками. Клетки, несущие реснички, у многих гастротрих моноцилиарные.

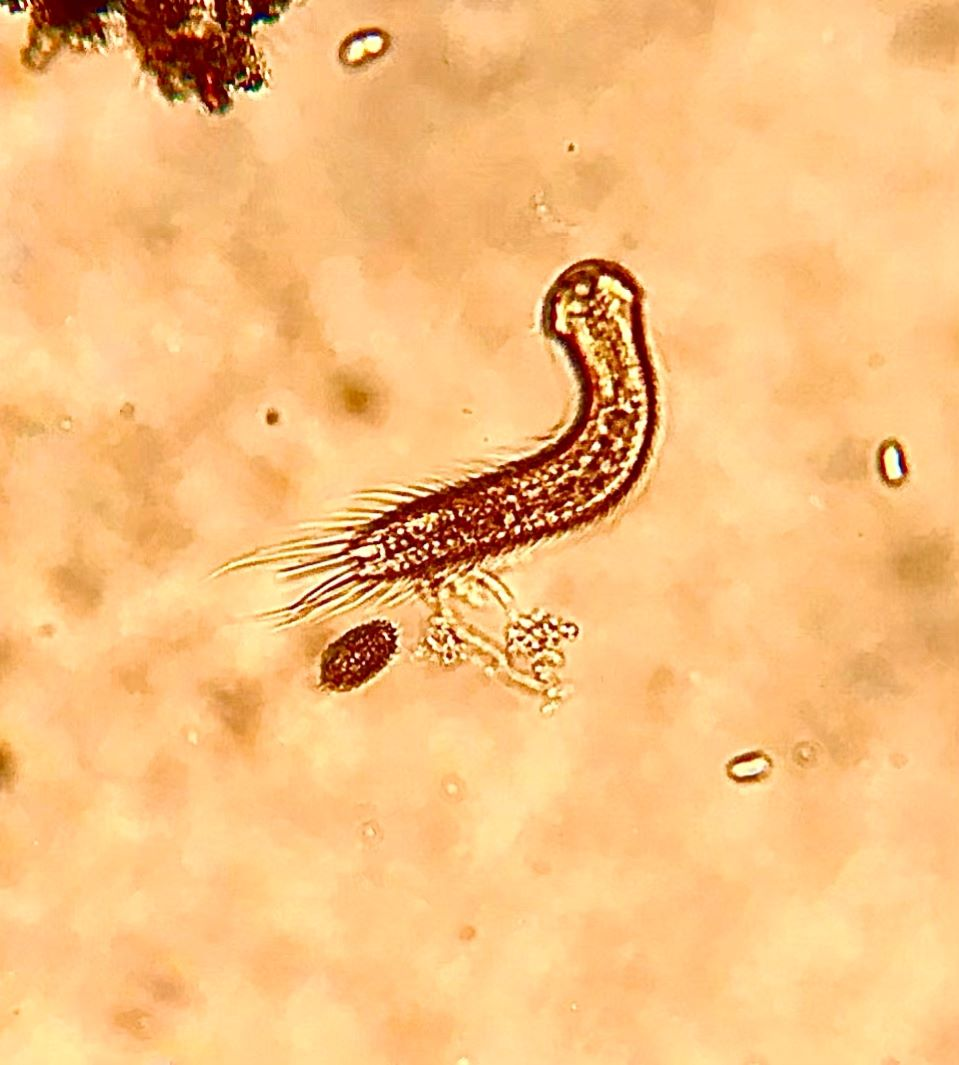
Lepidochaetus zelinkai

### Нервная система и органы чувств
Нервная система лежит прямо под покровным эпителием, ЦНС состоит из групп нервных клеток, лежащих вокруг окологлоточного нервного кольца, и двух продольных нервных стволов, расположенных по бокам тела у брюшной стороны. Мышцы, как и у нематод, посылают иннервационные отростки к нервам.
Из органов чувств развиты одноклеточные механо- и хемосенсорные сенсиллы, у немногих видов — парные глазки из 1—2 клеток, лежащие на поверхности «мозга». Нередко имеются ресничные ямки, напоминающие по строению обонятельные ямки турбеллярий и амфиды нематод. У некоторых видов имеются также головные щупальца, содержащие до 20 чувствительных клеток.

### Опорно-двигательная система
Имеется кожно-мускульный мешок, состоящий из отдельных лент продольных и кольцевых мышц. Продольные мышцы сосредоточены на боковых сторонах тела рядом с нервными стволами. Выросты кольцевых мышц образуют тонкие спинно-брюшные мышцы. У видов с коротким телом и толстой кутикулой кольцевые мышцы слабо развиты или отсутствуют. Мышцы косоисчерченные или поперечнополосатые. Опорой для мышц служит кутикула, а у некоторых макродазиид — также парный Y-орган — два тяжа крупных опорных клеток, расположенных по бокам от кишечника. У двух родов (Xenodasys и Chordodasys) в задней части тела (сзади от анального отверстия) имеется состоящий из специализированных клеток хордоподобный орган.

### Пищеварительная система
Рот расположен на переднем конце тела или слегка сдвинут на брюшную сторону. Имеется ротовая полость и глотка с трёхгранным просветом (её непарный луч у макродазиид обращён к спинной стороне, а у хетонотид, как и у нематод — к брюшной). Стенка глотки состоит из одного слоя миоэпителиальных клеток. У макродазиид есть пара боковых глоточных пор, ведущих из глотки во внешнюю среду (признак сходства с хордовыми и полухордовыми). Средняя кишка состоит из однослойного эпителия. Короткая задняя кишка, выстланная кутикулой, есть только у хетонотид.

### Полость тела
Хотя гастротрих и относят к первичнополостным червям, как таковая полость тела у них отсутствует. Ранее за неё принимали пространства, заполненные клетками Y-органа. У гастротрих нет также дыхательной и кровеносной систем.

### Выделительная система
Органы выделения — парные протонефридии. У хетонотид их всегда одна пара, у макродазиид — от одной до шести пар. Каждый протонефридий оканчивается одной или несколькими клетками мерцательного пламени (циртоцитами) и открывается наружу отдельным отверстием.

### Половая система
Некоторые виды представлены, видимо, исключительно партеногенетическими самками, остальные — гермафродиты. Встречающиеся в литературе указания на раздельнополость гастротрих, видимо, связаны с тем, что у многих из них гермафродитизм протерандрический.
Парные семенники расположены в передней части тела, парные яичники — в задней. У некоторых видов есть семяприёмники и копулятивные органы. Зрелые яйца располагаются в средней части тела, рядом с кишечником, и обычно выводятся через разрыв в стенке тела.

## Движение
Движутся за счет биения ресничек, расположенных на брюшной стороне тела. У некоторых видов в головной области реснички сливаются в пластинки (мембранеллы), а в брюшной — в пучки (цирры), которые обеспечивают быстрое передвижение, сходное с передвижением брюхоресничных инфузорий. Некоторые виды способны плавать с помощью пучков длинных щетинок, снабжённых собственной мускулатурой. В передвижении интерстициальных видов с длинным змеевидным телом принимают участие попеременные сокращения кольцевых и продольных мышц. У некоторых видов важную роль в движении играет Y-орган (взаимодействуя с мышцами, обеспечивает резкие сокращения тела). В передвижении участвуют также прикрепительные трубочки, которые обеспечивают прикрепление к песчинкам (и открепление от них); некоторые виды с помощью прикрепительных трубочек осуществляют «шагающее», «пяденицеобразное» движение.

## Питание и пищеварение
Гастротрихи питаются бактериями, мелкими частичками детрита, морские виды — также диатомовыми водорослями. По крайней мере у некоторых видов реснички создают токи воды, загоняющие пищевые частицы в ротовую полость. Видимо, у макродазиид попавшая в глотку вода выводится через боковые поры. Глотка работает как насос, нагнетающий пищу в среднюю кишку. Пищеварение полостное и внутриклеточное.

## Размножение и развитие
У разных видов описаны одножгутиковые, двужгутиковые и безжгутиковые нитевидные спермии. Амебоидные спермии, характерные для нематод, не встречаются. Оплодотворение внутреннее или сперматофорное, у хетонотид не изучено. Самка откладывает одно яйцо или несколько относительно очень крупных яиц. Развитие прямое. Дробление билатеральное, полное, детерминированное. Для хетонотид характерно постоянство клеточного состава (эутелия), у макродазиид клетки продолжают делиться и после завершения эмбрионального развития, некоторые их виды способны к регенерации заднего конца тела.
У хетонотид летние партеногенетические яйца образуются без мейоза, а про зимние яйца не известно, требуют ли они оплодотворения.

## Филогения
Ранее гастротрих считали близкими родственниками нематод и иногда объединяли с ними в один тип круглые черви (исключая из его состава остальных «первичнополостных» червей). Современные молекулярные данные опровергли близкое родство гастротрих и нематод и показали, что гастротрихи — более близкие родственники плоских червей, гнатостомулид и немертин, чем нематод и других экдизозоев.

## Классификация

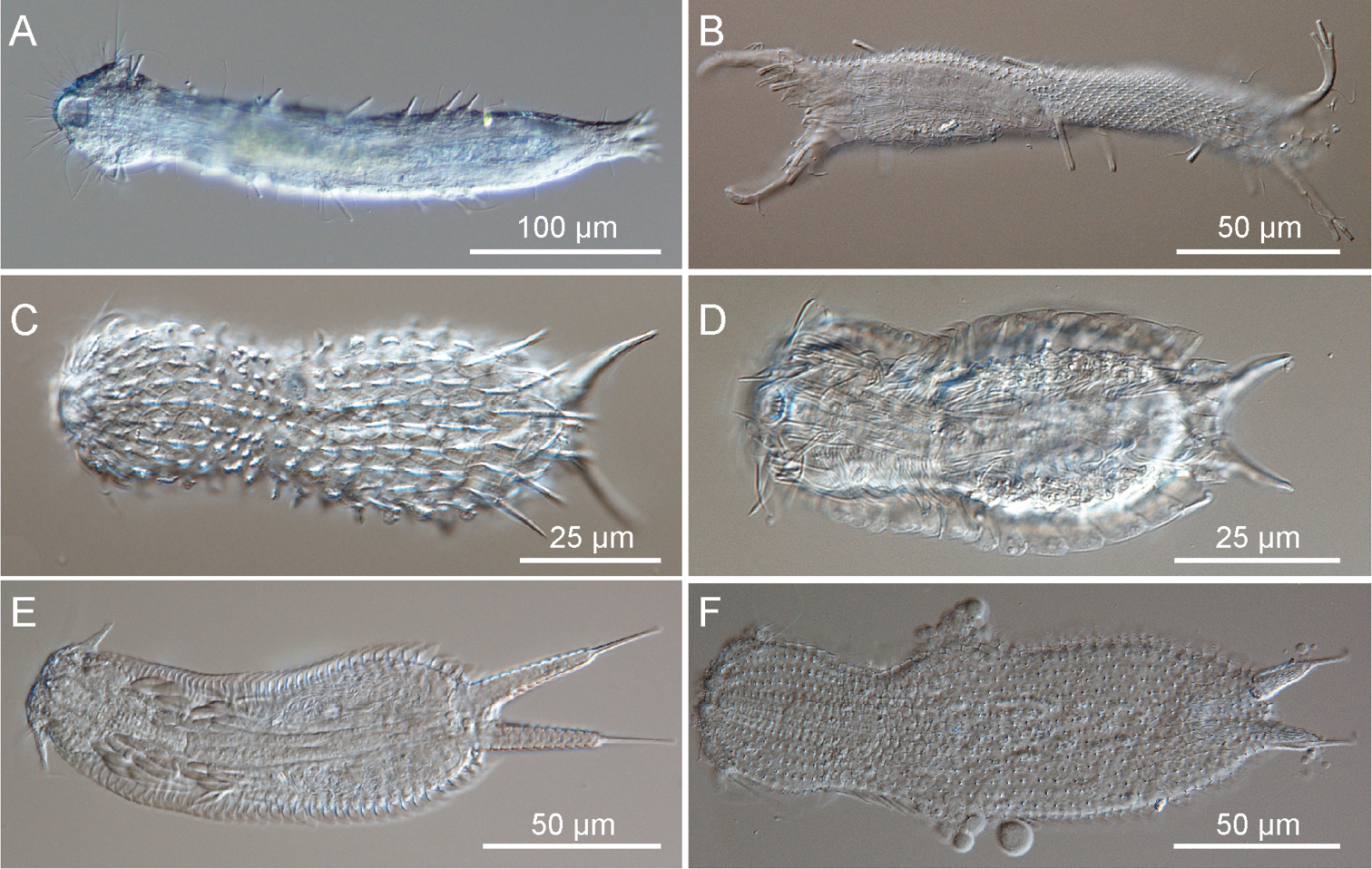
A, B — Macrodasyida
C, D, E, F — Chaetonotida

Выделяют два отряда (по другим источникам — класса):
- Chaetonotida Remane, 1925[7] [syn. Chaetonotoidea] — Хетонотиды[8] (хетонотоидеи)
- Macrodasyida Remane, 1925[7] [syn. Macrodasyoidea] — Макродазииды[9] (макродазиоидеи)

### Chaetonotida
Просвет глотки в виде буквы Y, глоточные поры отсутствуют. Прикрепительных трубочек одна пара на вилочке. Гермафродиты или партеногенетические самки, размножение партеногенетическое. В основном пресноводные, некоторые морские.

### Macrodasyida
Просвет глотки в виде перевернутой буквы Y, есть пара глоточных пор. Прикрепительные трубочки многочисленные, есть по бокам тела. Гермафродиты, яйца требуют оплодотворения. Только морские.